# DDO 190
DDO 190 هي مجرة تتبع كوكبة العواء. اكتشفها سيدني فان دن بيرغ في 1959.

## روابط خارجية
- DDO 190 على موقع ويكي سكاي: DSS2, SDSS, GALEX, IRAS, Hydrogen α, X-Ray, Astrophoto, Sky Map, Articles and images